# Rebel·lió esclava de Nat Turner

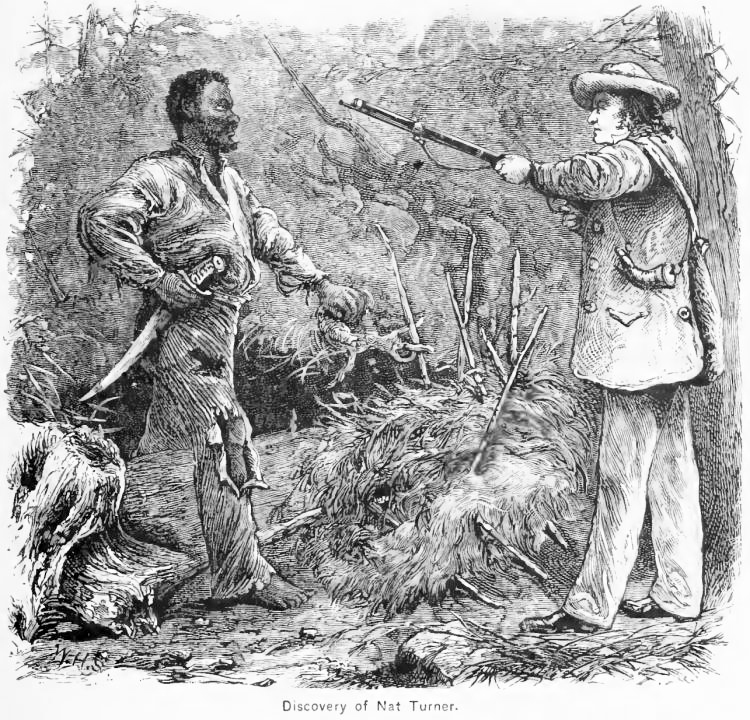
Nat Turner capturat

La rebel·lió esclava de Nat Turner, també coneguda com la Insurrecció de Southampton, va ser una rebel·lió d'esclaus virginians que va tenir lloc al comtat de Southampton, Virgínia, a l'agost de 1831, dirigida per Nat Turner. Els rebels van matar entre 55 i 65 persones, i almenys 51 eren blanques. La rebel·lió va ser reprimida efectivament en pocs dies, a Capron (Virgínia) el matí del 23 d'agost, però Turner va sobreviure amagat durant més de dos mesos després.
Després hi va haver un temor generalitzat i es van organitzar milícies en represàlia contra els rebels. Aproximadament 120 esclaus i afroamericans lliures van ser assassinats per milícies i torbes a l'àrea. Posteriorment, la Mancomunitat de Virgínia va executar 56 esclaus addicionals acusats de ser part de la rebel·lió, inclòs el mateix Turner; moltes persones negres que no havien participat també van ser perseguides al frenesí. Com que Turner havia estat educat i alfabetitzat (així com un predicador popular) les legislatures estatals van aprovar posteriorment noves lleis que prohibien l'educació dels esclaus i dels negres lliures, restringint els drets de reunió i altres llibertats civils per als negres lliures, i exigint als ministres blancs ser presents en tots els serveis d'adoració.